# Étienne Capoue
Étienne Capoue (født 11. juli 1988) er en fransk fodboldspiller, der spiller for engelske Watford. Han kan spille som enten defensiv midtbanespiller eller forsvarsspiller. Capoue har spillet på U/18, U/19 og U/21 landsholdet. Han er lillebror til Boulogne-spilleren Aurélien Capoue.

## Ungdomskarriere
Capoue blev født i Niort i Deux-Sèvres og startede sin karriere hos klubben i hjembyen: Chamois Niortais. I 2002, forlod han klubben til fordel for FC Chauray, en lokal klub i Poitou-Charentes. Capoue spillede for klubben i to år før han forlod dem, denne gang til fordel for Angers SCO i Pays de la Loire. Mens han spillede en ungdomsrække kamp mod Toulouse FC, fik Capoue opmærksomheden af klubbens spejdere, der derefter tilbød spilleren en uges prøveperiode. Forud for vedtagelsen af praktikopholdet blev han også kontaktet af Lille OSC, AJ Auxerre og Bordeaux. Capoue valgte Toulouse FC fordi klubbens træningsfaciliteter var gode.